# Norra Vadsbo kontrakt
Norra Vadsbo kontrakt var ett kontrakt i Skara stift inom Svenska kyrkan. Kontraktet upphörde 31 december 1961, då alla församlingarna övergick i Vadsbo kontrakt.

## Administrativ historik
Kontraktet omfattade från 1885
- Amnehärads församling
- Finnerödja församling
- Hova församling
- Älgarås församling
- Lyrestads församling
- Fredsbergs församling
- Bäcks församling
- Björkängs församling från 1939 benämnd Töreboda församling
- Tiveds församling
- Södra Råda församling

## Kontraktsprostar
Från 1870 Johan Wilhelm Warholm